# Arthur Mahncke
Arthur Mahncke war ein deutscher Fußballspieler.

## Karriere

### Vereine
Der Mittelläufer stand während seiner Karriere in den Reihen von Union 03 Altona; von wann bis wann genau „Ache“ – so sein Spitzname – bei den Unionern spielte, ist nicht festzustellen. Jedenfalls galt er als die zentrale Schaltstation der Schwarz-Weißen, die in den ersten Jahren der Weimarer Republik neben dem Hamburger SV und Altona 93 einer der erfolgreichsten Vereine aus den Nachbarstädten Hamburg und Altona waren; das schlug sich auch darin nieder, dass Arthur Mahncke mit seinem Team regelmäßig an den Endrunden um die Norddeutsche Meisterschaft teilnahm. Hinzu kamen zahlreiche internationale Freundschaftsspiele: 1922 war er auf einer Tournee durch die Tschechoslowakei, Ungarn und Österreich dabei, und er gehörte auch zu der Elf, die zu Ostern 1924 vor eigenem Publikum am Kreuzweg Juventus Turin mit 2:1 besiegen konnte.

### Auswahlmannschaft
Mahncke stand zudem in insgesamt 22 sogenannten Repräsentativspielen in der norddeutschen Auswahlelf. Sein erster Einsatz erfolgte am 29. Mai 1919 beim 5:1 über die brandenburgische Auswahl, und schon mit seinem zweiten gewann er nach dem 5:4-Finalsieg über Süddeutschland den Bundespokal. 1925, gegen den gleichen Gegner, konnte er diesen Titelgewinn wiederholen, diesmal nach einem 2:1-Erfolg. Auch eine seiner sportlich schwärzesten Stunden erlebte er in diesem Wettbewerb: 1922 unterlag der Norden dem Süden im Endspiel gleich mit 0:7, und auch „Ache“ konnte diese Schlappe, die Andreas Franz mit vier und „Heiner“ Träg mit drei Treffern nahezu im Alleingang vollzogen, nicht verhindern. Seine letzte Berufung für ein Pflichtspiel in diesem Kreis erfolgte am 16. Januar 1927 beim 3:2 über die mitteldeutsche Auswahl; für das anschließende Endspiel im heimischen Städtischen Stadion wurde er allerdings nicht mehr berücksichtigt.